# Chondrostoma soetta
Chondrostoma soetta és una espècie de peix cipriniforme de la família dels ciprínids.
Els mascles poden assolir els 45 cm de longitud total.
Es troba al nord d'Itàlia i a Eslovènia.